# Robbinsdale
Robbinsdale est une ville du Comté de Hennepin dans le Minnesota.
Elle a été fondée en 1893.
La population était de 13 953 habitants en 2010.